# FC Rodingen 91
Der Football Club Rodingen 91 ist ein luxemburgischer Fußballverein aus Rodingen.

## Geschichte
Der FC Rodingen 91 entstand 1991 als Zusammenschluss der beiden Rodanger Vereine FC Chiers (gegründet 1907, 1941–44 FK Korn Rodingen) und FC Racing (gegründet 1931, 1941–44 FV Rodingen). Chiers spielte zwischen 1938 und 1980 insgesamt 14 Jahre in der Nationaldivision, der höchsten luxemburgischen Spielklasse.
Der FC Racing spielte zwischen 1946 und 1956 insgesamt sieben Spielzeiten in der höchsten Klasse und stand 1949 im Pokalfinale, wo er Stade Düdelingen mit 0:1 unterlag.
FC Rodingen 91 spielte seit 1991 in der Ehrenpromotion (zweithöchste Spielklasse). 1995 gelang der Aufstieg in die Nationaldivision, die der FC 91 nach zwei Jahren verlassen musste. Dem Wiederaufstieg im Jahre 2000 folgte der sofortige Abstieg. Nach drei Jahren in der Ehrenpromotion stieg der FC Rodingen 91 bis in die 2. Division ab.
Nachdem 2012 der Aufstieg in die drittklassige 1. Division gelungen war, gewann Rodingen 2013 als Zweiter das Barragespiel gegen den 11. der Ehrenpromotion, CS Oberkorn, mit 4:0 und kehrte nach neun Jahren in die Zweitklassigkeit zurück.
In der Saison 2016/17 gelang den Rodingern bereits drei Spieltage vor Ende der Spielzeit die vorzeitige Rückkehr in die Erstklassigkeit. Als 13. der BGL Ligue folgte der direkte Wiederabstieg. In der darauffolgenden Saison 2018/19 schaffte Rodingen als Meister der Ehrenpromotion den sofortigen Wiederaufstieg in die BGL Ligue. Am Ende der Spielzeit 2021/22 stieg der Klub als Vorletzter aus der BGL Ligue ab.
In der Coupe de Luxembourg kam der FC Rodingen 91 nie über das Viertelfinale hinaus.

## Bekannte Spieler
- Christian Alverdi (2000–2003)
- Pierre Piskor (2003–2006)
- Olivier Thill (2011, 2012–2015)
- Vincent Thill (2012)
- Marco Quotschalla (2015–2016)
- Seid Korac (2018)
- Momar N’Diaye (2019–2023)
- Joshua Nadeau (2020–2023)
- Anthony Mfa Mezui (seit 2020)

## Kader Saison 2024/25
Stand: 28. Januar 2025
| 31 | Anthony Mfa Mezui | Gabun Frankreich      |
| 74 | Maxime Billom     | Martinique Frankreich |
| 99 | Hugo Wolf         | Frankreich            |

| 02 | Gianni Monteiro Lima         | Luxemburg Kap Verde       |
| 03 | Wilson Peprah                | Luxemburg Ghana           |
| 04 | Wendell Quinas               | Frankreich Angola         |
| 12 | Yann Weishaupt               | Frankreich                |
| 16 | Yohann Torres                | Luxemburg                 |
| 22 | Lucas Taveira                | Luxemburg                 |
| 24 | Paulo Júnior Sousa Rodrigues | Luxemburg Portugal        |
| 51 | Maurizio Macorig             | Deutschland Italien       |
| 94 | Alexandre Delarboulas        | Frankreich Elfenbeinküste |

| 06 | Luka Rakic           | Luxemburg                               |
| 11 | Resul Musolli        | Luxemburg Kosovo                        |
| 13 | Brandon Lima Lizardo | Portugal Luxemburg                      |
| 17 | Karim Ilunga         | Frankreich Kongo Demokratische Republik |
| 18 | Schimeï Youdi        | Belgien                                 |
| 20 | Alex Lopez Marta     | Luxemburg                               |
| 21 | Yanis Montantin      | Frankreich                              |
| 23 | Adel Civovic         | Luxemburg                               |
| 51 | Trésor Var           | Frankreich                              |
| 88 | Anel Ikanovic        | Bosnien und Herzegowina                 |

| 07 | Mälek Amdouni            | Deutschland Tunesien                 |
| 08 | Semsudin Dzanic          | Bosnien und Herzegowina              |
| 10 | Sylvain Atieda           | Frankreich                           |
| 17 | Bruno Correia Mendes     | Guinea-a Portugal                    |
| 30 | Mathéo Messuwe           | Frankreich                           |
| 40 | LeonardoAnes Garcia      | Portugal                             |
| 68 | Jeremie Manzangala Singa | Belgien Kongo Demokratische Republik |

## Trainer
- Wiktor Passulko (2015–2016)